# Sciomyzoidea
Sciomyzoidea (лат.) — надсемейство круглошовных мух из подотряда короткоусых (Brachycera) двукрылых. Более 900 видов, включая муравьевидок, Sciomyzidae и др. Встречаются всесветно. Лицо десклеротизированное вдоль вертикальной срединной линии. 6-й тергит брюшка самцов сравнительно редуцированный. Надсемейство Sciomyzoidea рассматривается сестринским к Lauxanioidea, а наиболее базальным на филогенетическом древе считается семейство Coelopidae. Положение выделенных недавно семейств (Heterocheilidae, Natalimyzidae) в составе Sciomyzoidea остается неясным.

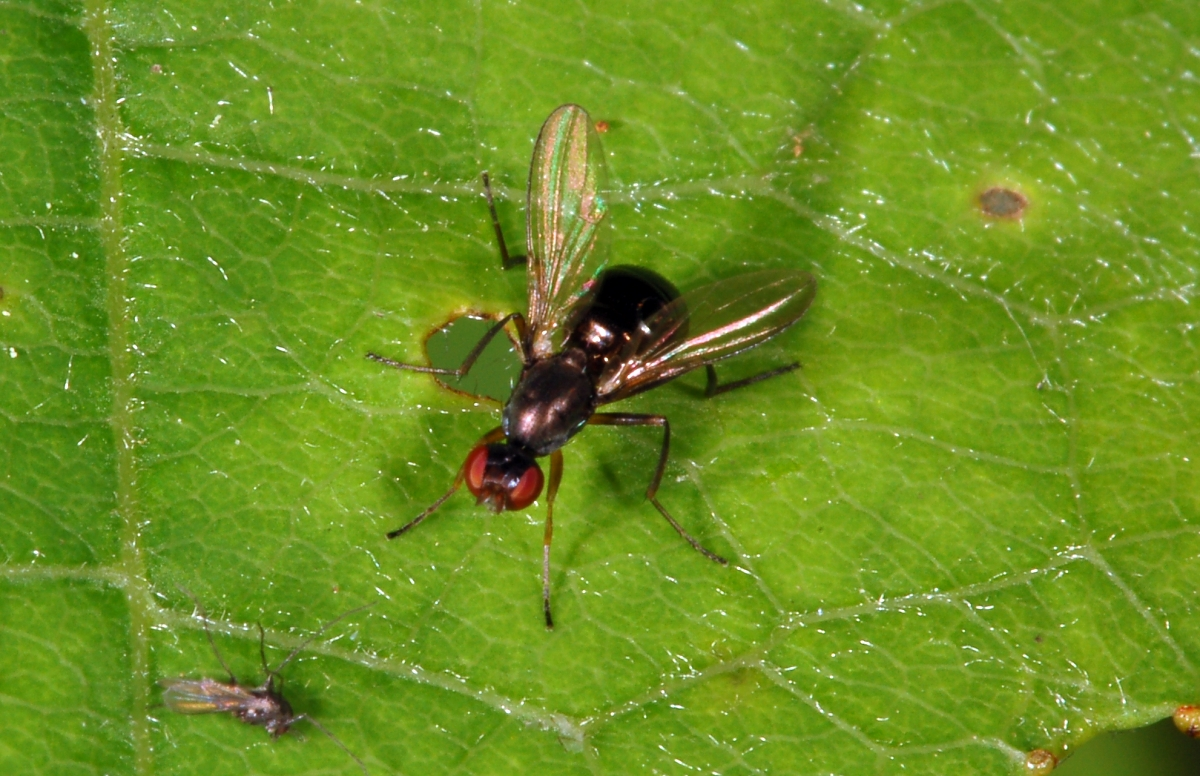
Муравьевидки (Sepsidae), 300 видов
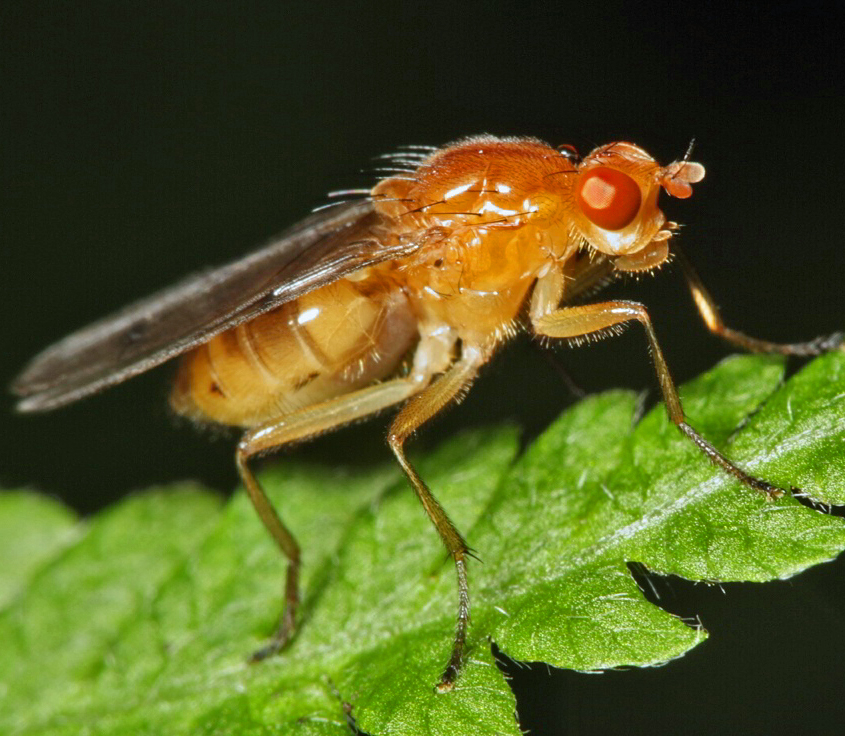
Dryomyzidae, 20 видов
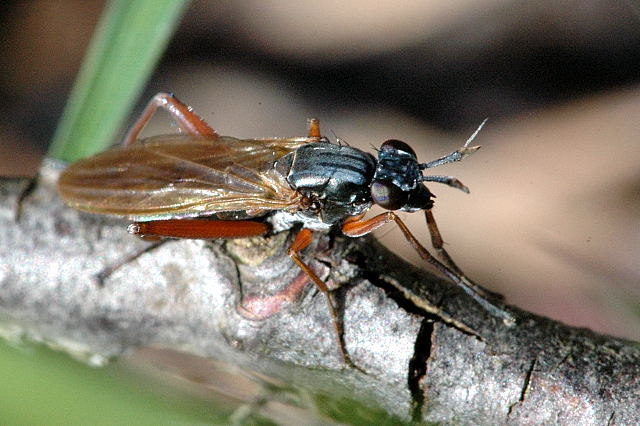
Sciomyzidae, 500 видов
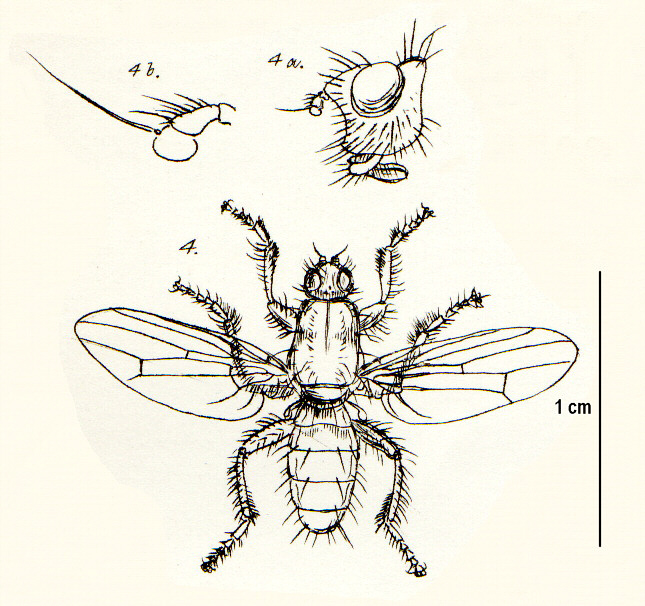
Coelopidae, 40 видов